# دانييل آسينوف
دانييل آسينوف (مواليد 17 مايو 1997) هو ملاكم بلغاري، مثّل بلاده في الألعاب الأولمبية الصيفية 2016.